# Port lotniczy New Amsterdam
Port lotniczy New Amsterdam (IATA: QSX, ICAO: SYNA) – port lotniczy zlokalizowany w mieście New Amsterdam, w Gujanie.